# Robert Ménégoz
Pour les articles homonymes, voir Ménégoz.
Robert Ménégoz est un réalisateur français, né le 17 juin 1926 à Saint-Contest (Calvados) et mort le 18 mai 2013 à Bagnols-sur-Cèze (Gard).

## Biographie
Robert Ménégoz participe à la Résistance et, pendant cette période de clandestinité, rencontre le futur producteur Claude Jaeger (« colonel Michelin »). Il est admis à l'IDHEC après la Libération. Il milite au PCF jusqu'en 1956, tout en réalisant des courts métrages ainsi qu'un film sur la Grève des dockers de 1949-1950 en France.
Il a tourné deux longs métrages de fiction, La Millième Fenêtre et Laisse-moi rêver.
Il était l'époux de la productrice Margaret Menegoz et le père de Mathias Menegoz.

## Filmographie
Courts métrages
- 1951 : Vivent les dockers. Interdit par la censure. Grand prix du documentaire au festival de Karlovy-Vary en 1951
- 1951 : Commune de Paris
- 1953 : La Commune
- 1953 : Ma Jeannette et mes copains
- 1957 : G.S.O.
- 1960 : Fin d'un désert
- 1960 : Contrastes
- 1961 : Spiel in Farben / 10 Gramm Regenbogen
- 1963 : Dix grammes d'arc-en-ciel
- 1963 : Route sans sillage
- 1964 : La Pièce d'or
- 1966 : La Moselle une rivière pour l'Europe
- 1966 : Seul le brouillard est gris
- 1966 : L'île d'acier
- 1967 : Herr Kekulé, ich kenne Sie nicht
- 1970 : Time Is Running Out
- 1971 : À Paris
- 1974 : Société anonyme
- 1975 : La puissance et l'instant

Longs métrages
- 1954 : Le Chant des fleuves (Das Lied der Ströme), coréalisateur pour les scènes d'action
- 1958 : Derrière la grande muraille
- 1960 : La Millième Fenêtre
- 1979 : Laisse-moi rêver

Assistant réalisateur
- 1957 : Les Fanatiques d'Alex Joffé
- 1957 : Les Espions d'Henri-Georges Clouzot
- 1968 : La Prisonnière d'Henri-Georges Clouzot